# Nelima maroccana
Nelima maroccana is een hooiwagen uit de familie Sclerosomatidae.